# Љетава
Љетава (слч. Lietava) насељено је мјесто са административним статусом сеоске општине (слч. obec) у округу Жилина, у Жилинском крају, Словачка Република.

## Становништво
| Година:    | 1994. | 2004.    | 2014.   | 2024.    |
| ---------- | ----- | -------- | ------- | -------- |
| Број људи: | 1291  | 1450     | 1454    | 1728     |
| Разлика:   |       | +12,31 % | +0,27 % | +18,84 % |

| Година:    | 2023. | 2024.   |
| ---------- | ----- | ------- |
| Број људи: | 1712  | 1728    |
| Разлика:   |       | +0,93 % |

Према подацима о броју становника из 2024. године насеље је имало 1728 становника.